# Eastport (schiereiland)
Eastport is een schiereiland aan de oostkust van het Canadese eiland Newfoundland. Het ongeveer 190 km² grote schiereiland heeft een onregelmatige vorm met een maximale lengte van 27 km en een maximale breedte van 15,5 km. Het is vernoemd naar de op het schiereiland gelegen gemeente Eastport.

## Geografie
De voet van het schiereiland maakt voor de eerste tiental kilometer deel uit van het Nationaal Park Terra Nova. Langsheen de zuidkust volgt de kust een min of meer rechte lijn langs de Newman Sound tot bij het oostelijke plaatsje Salvage. De Salvage Harbour snijdt daarna 5 km ver in het gelijknamige schiereiland, waardoor Salvage op een relatief smal subschiereiland ligt. 
Voorbij het dorp Eastport loopt het schiereiland verder naar het noordwesten toe en wordt het door de Fair and False Bay eveneens diep ingesneden. In het uiterste noorden is er daardoor nog een subschiereiland dat 6 km lang en ruim 1 km breed is. Van aan die kaap loopt de kust zo'n 10 km zuidwestwaarts tot bij Culls Harbour. Het schiereiland wordt daar door een erg smalle zeearm gescheiden van de rest van Newfoundland. Het betreft een zeearm die op het smalste punt slechts 130 meter breed is en bekendstaat als de Northeast Arm. Deze zeearm loopt net voorbij Culls Harbour ruim 13 km in oostelijke en finaal noordoostelijke richting en heeft zelf nog een zuidwaarts gaande zijarm (Southwest Arm).
Aan het laatste gedeelte van de Northeast Arm ligt Sandringham, alwaar de arm op een bepaald punt versmalt tot amper 230 m breedte. Deze zeearm zorgt ervoor dat de hele noordelijke helft van het 190 km² grote Eastport op zijn beurt een groot subschiereiland is. De voornoemde Southwest Arm is zo'n 5 km lang en loopt pal door het Nationaal Park Terra Nova. Deze bijzonder onregelmatige vorm zorgt ervoor dat de dorpjes Culls Harbour en Traytown, die door amper 500 m aan water van elkaar gescheiden worden, via een hypothetische kortste landroute meer dan 30 km uit elkaar liggen.

### Plaatsen
Het schiereiland telt vijf gemeenten, die allen op het zuidoostelijke gedeelte liggen en aan elkaar grenzen. Het betreft Eastport (501 inw.), Sandringham (229 inw.), Happy Adventure (200 inw.), Salvage (124 inw.) en Sandy Cove (122 inw.). De noordelijke helft van het schiereiland kent voorts nog drie gemeentevrije plaatsen: Burnside en St. Chad's in het noordoosten en Culls Harbour in het westen ervan.

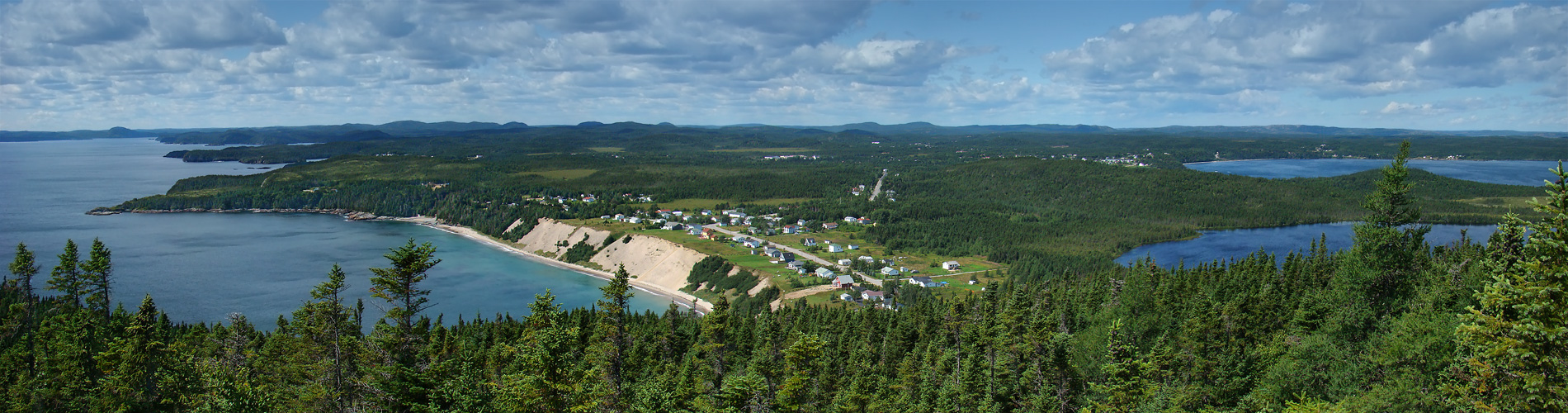
Panorama van het schiereiland Eastport met blik naar het westen. Het dorp in de voorgrond is Sandy Cove met zijn strand. Het water aan de linkerzijde is de Newman Sound, hetgeen in de achtergrond langs rechts is de Salvage Harbour.

## Transport
De voornaamste toegangsweg van het schiereiland Easport is Route 310, de provinciale weg die loopt van aan de Trans-Canada Highway in het Nationaal Park Terra Nova tot in Salvage. Er is weliswaar nog een tweede route die via een brug het schiereiland aandoet, namelijk de toegangsweg tot Culls Harbour. Dit dorp is via de weg niet verbonden met de andere zeven plaatsen op het schiereiland. Langs beide kanten van het water vertrekt een dijk en beide dijken zijn verbonden door een 75 meter lange brug.
In Burnside is er daarenboven een kleine veerhaven van waaruit een veerdienst met St. Brendan's (op Cottel Island) verzorgd wordt.

## Economie
Tot ver in de 20e eeuw waren de visserij, houtkap en in mindere mate landbouw de belangrijkste sectoren op het schiereiland. Door de dalende visbestanden en de creatie van het Nationaal park Terra Nova, zijn zowel de visserij als de houtkap achteruitgegaan. Het gebied wint wel aan belang in de toeristische sector. Dit heeft onder meer te maken met het voormelde nationaal park en anderzijds met de aanwezigheid van zandstranden; een zeldzaamheid in Newfoundland.